# قملو
قملو (بالفارسية: قملو) هي مستوطنة تقع في قسم تشاراويماق الجنوبي الغربي الريفي في إيران.